# Caecilia leucocephala
Caecilia leucocephala es una especie de anfibios de la familia Caeciliidae.
Se encuentra en el noroeste de Ecuador, oeste de Colombia y este de Panamá.
Sus hábitats naturales incluyen bosques tropicales o subtropicales húmedos y a baja altitud, plantaciones, jardines rurales y zonas previamente boscosas ahora muy degradadas.